# فهرست ناحیه‌های ایتالیا بر پایه شاخص توسعه انسانی

نقشه ناحیه‌های ایتالیا بر پایه شاخص توسعه انسانی در سال ۲۰۱۷.
راهنما:
> ۰٫۹۰۰
۰٫۸۹۰ - ۰٫۹۰۰
۰٫۸۸۰ - ۰٫۸۹۰
۰٫۸۴۰ - ۰٫۸۸۰
<۰٫۸۴۰

در اینجا فهرستی از ناحیه‌های ایتالیا و دو استان خودمختار ترنتینو و تیرول جنوبی بر پایه شاخص توسعه انسانی براساس آمار سال ۲۰۱۸ گردآوری شده‌است. همه ناحیه‌های ایتالیا دارای شاخص بسیار بالا (بیش از ۰٫۸۰۰) هستند.
| رتبه                         | ایالت                        | شاخص توسعه انسانی (۲۰۱۸)     | کشور هم‌تراز                    |
| شاخص توسعه انسانی بسیار بالا | شاخص توسعه انسانی بسیار بالا | شاخص توسعه انسانی بسیار بالا | شاخص توسعه انسانی بسیار بالا   |
| ---------------------------- | ---------------------------- | ---------------------------- | ------------------------------ |
| ۱                            | ترنتینو                      | ۰٫۹۱۱                        | لوکزامبورگ                     |
| ۲                            | امیلیا-رومانیا               | ۰٫۹۱۰                        | لوکزامبورگ                     |
| ۳                            | لاتزیو                       | ۰٫۹۰۴                        | اسرائیل، کره جنوبی             |
| ۴                            | لمباردی                      | ۰٫۹۰۲                        | اسلوونی                        |
| ۵                            | توسکانی                      | ۰٫۹۰۰                        | اسلوونی                        |
| ۶                            | فریولی ونتزیا جولیا          | ۰٫۸۹۵                        | اسپانیا                        |
| ۷                            | مارکه                        | ۰٫۸۹۳                        | اسپانیا                        |
| ۸                            | ونتو                         | ۰٫۸۹۲                        | جمهوری چک، فرانسه              |
| ۹                            | لیگوریا                      | ۰٫۸۹۰                        | جمهوری چک، فرانسه              |
| ۱۰                           | پیمونت                       | ۰٫۸۸۸                        | جمهوری چک، فرانسه              |
| ۱۰                           | التو آدیجه                   | ۰٫۸۸۸                        | جمهوری چک، فرانسه              |
| ۱۲                           | آبروتزو                      | ۰٫۸۸۴                        | مالت                           |
| ۱۲                           | اومبریا                      | ۰٫۸۸۴                        | مالت                           |
| –                            | ایتالیا (میانگین)            | ۰٫۸۸۳                        | ایتالیا                        |
| ۱۴                           | دره ااوستا                   | ۰٫۸۷۷                        | قبرس                           |
| ۱۵                           | مولیز                        | ۰٫۸۶۳                        | امارات متحده عربی              |
| ۱۶                           | ساردینیا                     | ۰٫۸۵۸                        | آندورا، عربستان سعودی، اسلواکی |
| ۱۷                           | باسیلیکاتا                   | ۰٫۸۵۳                        | لتونی                          |
| ۱۸                           | آپولیا                       | ۰٫۸۴۵                        | برونئی، مجارستان               |
| ۱۹                           | کامپانیا                     | ۰٫۸۴۵                        | برونئی، مجارستان               |
| ۲۰                           | کالابریا                     | ۰٫۸۴۲                        | برونئی، مجارستان               |
| ۲۱                           | سیسیل                        | ۰٫۸۳۸                        | بحرین                          |